# Johan Mojica
Johan Andrés Mojica Palacio (Cáli, 21 de agosto de 1992) é um futebolista colombiano que atua como lateral. Atualmente joga no Mallorca.

## Carreira

### Copa do Mundo de 2018
Foi convocado para defender a Seleção Colombiana de Futebol na Copa do Mundo de 2018.

### Copa América de 2024
Mojica fez um ótimo torneio, ele mostrou dedicação ao cobrir todo o flanco esquerdo, contribuindo tanto na defesa como no ataque. O seu melhor desempenho foi na meia-final contra o Uruguai, onde foi eleito um dos melhores em campo. Ainda ajudou a Colombia a ser vice-campeã da Copa América.

## Títulos
Girona
- Supercopa da Catalunha: 2019